# Елена Саръиванова
Елена Йорданова Саръиванова е българска актриса. По-известна е с озвучаването и режисурата на дублажа на филми и сериали.

## Ранен живот и кариера
Завършва актьорско майсторство за куклен театър във ВИТИЗ „Кръстьо Сарафов“.
Участва в куклените поредици „Улицата“, „Гугулиада“, „Шарена черга“ и „Джунглата разказва“ по БНТ.

## Кариера на озвучаваща актриса
Саръиванова се занимава с дублаж от 90-те години на двадесети век до 2005 г. Първият сериал, за който дава гласа си, е „Малката русалка“.
Тя озвучава Жасмин в сериала „Аладин“, Мулан в едноименния анимационен филм, Уди Кълвача в „Новото шоу на Уди Кълвача“ и Дейзи Дък в „Клуб Маус“. Във втори сезон на последния сериал, както и в пълнометражния филм „Аладин“, е заместена от Петя Абаджиева.
Режисира синхронните дублажи на филмите „Красавицата и звярът“, „Омагьосаният император“, „Котки и кучета“, „Таласъми ООД“, „Хари Потър и Философският камък“, „Том и Джери: Вълшебният пръстен“, „Лило и Стич“ и много други в студио Александра Аудио.

## Личен живот
Нейният брат е телевизионният водещ Витомир Саръиванов. Саръиванова живее заедно със семейството си в Германия.

## Телевизионен театър
- „Еленово царство“ (1996) (по Георги Райчев, реж. Вили Цанков)
- „Големанов“ (1995) (по Ст. Л. Костов, сц. и реж. Иван Ничев)
- „Купонът на феите“ (1994) – мюзикъл

## Филмография
- „Мълчанието“ (1991)
- „Златната ряпа“ (1990)
- „Защитете дребните животни“ (1988)